# ExCeL
 Ikke at forveksle med Microsoft Excel.
ExCeL er et udstillings- og konferencecenter i Docklands, London, der åbnede i 2000. Det blev brugt til boksning, fægtning, judo, bordtennis, taekwondo, vægtløftning, brydning, boccia, paralympisk bordtennis, paralympisk judo, paralympisk styrkeløft, siddende volleyball og kørestolsfægtning under Sommer-OL 2012.